# Wer hat dich, du schöner Wald ... oder Wie ein Film verhindert wurde
Wer hat dich, du schöner Wald … oder Wie ein Film verhindert wurde ist ein Dokumentarfilm von Günter Lippmann von 1988/1990 über das Waldsterben im Erzgebirge.

## Inhalt
In dem Film werden die starken Waldschäden im Erzgebirge mit vielen Baumskeletten in teilweise drastischen Bildern gezeigt. Förster und engagierte Bewohner berichten von ihrem oft vergeblichen Engagement, etwas dagegen zu unternehmen. Dazwischen werden Aufnahmen aus der zensierten Fassung des Films gezeigt, in der die kritischen Szenen fehlen. Der Regisseur berichtet ausführlich über die lange und schwierige Entstehungsgeschichte des Films.

## Hintergründe
Günter Lippmann hatte 1980 Goldgruben, den ersten umweltkritischen Film in der DDR, veröffentlichen können, 1986 dann Kostbares Naß mit einem großen Zuschauerinteresse.
1983 stellte er erstmals einen Antrag, einen Film über die Waldschäden im Erzgebirge drehen zu können, der 1987 nach mehreren Änderungen des Konzepts endlich genehmigt wurde. 1988 wurden die Aufnahmen in der Grenzregion zu Teplice und Most gemacht. Trotz mehrerer Änderungen erhielt der Film aber auch in der achten Fassung keine Zulassung. Einige der interviewten Forstmitarbeiter und der Wissenschaftler bekamen danach Probleme auf ihrer Arbeitsstelle.
Während der politischen Veränderungen in der DDR begann Günter Lippmann Ende 1989, die erste Fassung zu rekonstruieren und mit nachgedrehten Szenen und einem ausführlichen Bericht über die Entstehungsgeschichte zu ergänzen.

## Aufführungen
Am 14. Juni 1990 gab es die öffentliche Erstaufführung, danach wurde der Film in den Kinos gezeigt. Am 8. August 1990 wurde er auch im DDR-Fernsehen ausgestrahlt.
Ende 1990 und wieder 2007 wurde er beim Dokumentarfilmfestival in Leipzig gezeigt, 2007 auch im Filmmuseum Potsdam und 2022 in Joachimsthal bei Berlin. 2022 wurde eine Restaurierung bewilligt. Danach wurde der Film Wer hat dich, du schöner Wald... 2023 im KungerKiezTheater in Berlin und 2025 im Lichtblick Kino in Berlin vorgeführt.

## Rezeption
Der Film Wer hat dich, du schöner Wald … oder Wie ein Film verhindert wurde war einer der wichtigsten der wenigen Dokumentarfilme über Umweltschäden in der DDR.
Die Filmhistoriker Günter Jordan und Ralf Schenk schrieben in ihrem DEFA-Dokumentarfilm-Standardwerk:

„Kaum ein anderer populärwissenschaftlicher Film der DEFA mußte eine solche Vielzahl restriktiver Auflagen mit Schnitt- und Textänderungen, auch Nachdreharbeiten, erdulden. Dabei ging es ‚nur‘ um die ohnehin weit sichtbaren Waldschäden im Erzgebirge, hervorgerufen durch sauren Regen und ungefilterte Industrieabgase aus dem nahen tschechischen Industrierevier um Most.“

Die Kulturrezensentin Gaby Hertel meinte 1990:

„Lippmann wurde (…)  vom ehemals mühsamen Alltag vieler DEFA-Regisseure eingeholt und mußte schneiden, nachdrehen, sich unfreiwillig selbst kontrollieren. Daß er es sich nach dem neunten November nicht nehmen ließ, zwei Fliegen mit einer Klappe zu schlagen und dem Hauptthema seines Films noch ein Motiv hinzufügte, ist erfreulich: So wird aus dem endlosen, zensierten Material die hervorragende Studie einer möglichen Leidensgeschichte der Gattung ‚Dokfilm‘ im alten SED-Regime.“